# Cortegana (Badajoz)
Cortegana es una localidad española del municipio de Solana de los Barros, perteneciente a la provincia de Badajoz, en la comunidad autónoma de Extremadura.

## Situación
Se trata de una pedanía de Solana de los Barros. Geográficamente, se encuentra en el centro del triángulo formado por las ciudades de Almendralejo, Mérida y Badajoz, de las que dista 19, 38 y 33 km respectivamente.
La mejor forma de llegar es a través de la EX-300 que une Almendralejo con la autovía de Extremadura (A-5), donde en el kilómetro 37,5 sale una pequeña carretera que lleva directamente a ella.
Como pedanía cercana tiene a Retamal y, más alejado, el municipio de Corte de Peleas. Su Código Postal es 06196, que comparte con este último.

## Historia
Situada a 8 km al oeste de Solana de los Barros y a 5 km al norte de Corte de Peleas, Cortegana es un enclave histórico que ha experimentado una evolución significativa a lo largo de los años. Según las investigaciones de Pedro Rangel Rodríguez, la historia de esta pintoresca aldea se remonta al siglo XIX, cuando la mayoría de su territorio pertenecía al duque de Medinaceli.
Inicialmente habitada por asentamientos temporales en el siglo XIX, la consolidación de Cortegana como un asentamiento permanente ocurrió en la segunda mitad del mismo siglo. Las "chozas de Cortegana" dan indicios de la presencia de una familia originaria de este lugar en Huelva. Pioneros como los Rangel, Pérez, Gil, Lavado y Barreto fueron fundamentales en establecerse de forma permanente, evidenciado por edificaciones históricas como el Cortijo del Cura y el de Barreto.
A lo largo del siglo XX, Cortegana experimentó cambios demográficos notables, con migraciones que contribuyeron al crecimiento del pueblo en 1940, seguido de una estabilización poblacional en la década de 1960. La viticultura se convirtió en la actividad predominante, dando lugar a bodegas familiares y, con el tiempo, a la formación de cooperativas.
En términos de infraestructura, mejoras en el suministro de agua, la construcción de la iglesia en 1920, el impulso educativo con las escuelas nacionales en 1958, y el desarrollo de la Plaza en 1962 evidencian el progreso del pueblo. La hermandad de Santa Rita, establecida en 1969, también desempeñó un papel vital en la vida comunitaria.
La preservación de la historia de Cortegana se debe en gran medida a Pedro Rangel Rodríguez, cuyas indagaciones han permitido que las generaciones actuales conozcan la rica historia del lugar. 

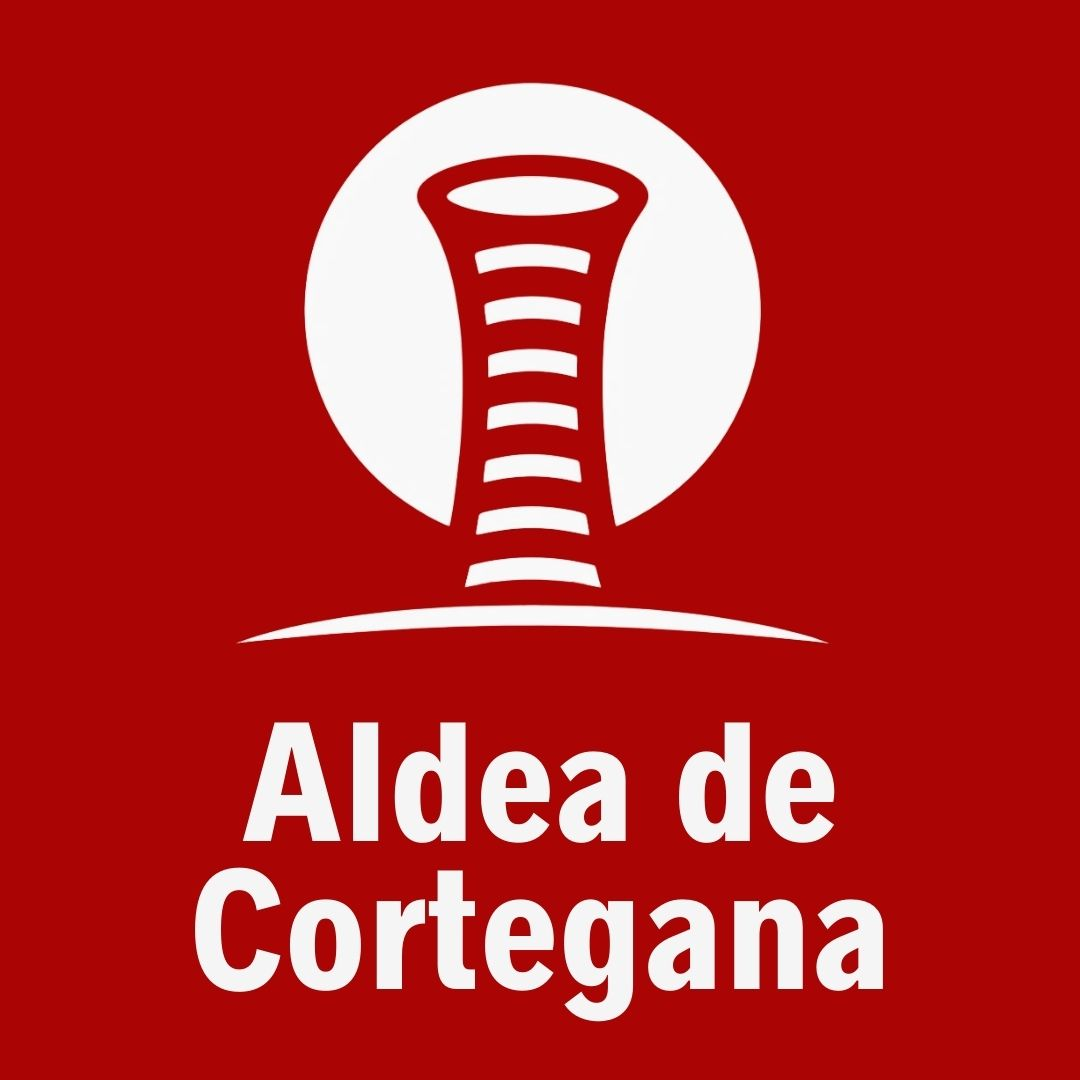
Logotipo de Cortegana

## Demografía
En 2006, contaba con 200 habitantes, siendo de 248 en 2009.

## Economía
La población se dedica principalmente a la agricultura típica de la comarca de Tierra de Barros, es decir, el cultivo de la vid y el olivo. En la actualidad cuenta con industrias transformadoras de dichos productos. 

## Patrimonio
Iglesia parroquial católica bajo la advocación de San Isidro Labrador y Santa Rita, en la Archidiócesis de Mérida-Badajoz.

## Fiestas
Las fiestas patronales son el 22 de mayo, que se celebran en honor de Santa Rita. Y también el 2 de febrero, San Blas, que se celebra una romería conocida locálmente como "el día del chorizo". Los jóvenes también suelen celebrar el día de Todos los Santos de la misma forma.

## Reportaje sobre Cortegana (2022)
"Así es vivir en Cortegana (2022)" es un documental que proporciona una visión de la localidad de Cortegana. Producido por el grupo "GX Media" en julio de 2022 y publicado en YouTube en agosto de 2023, el documental está presentado por Andrés Z. y Adrián Z. e incluye la participación de residentes destacados como María G., Maximina G., María R. y Manola R.
El documental destaca varios lugares de interés en Cortegana, como la plaza remodelada en 2019, la iglesia donde el párroco David ofrece servicios religiosos, la tienda de Santa Rita que ofrece entregas a domicilio y productos valorados por la comunidad local, el parque para personas mayores con una terraza de bar, dos parques infantiles y la Casa de la Cultura, equipada con un salón de actos y una biblioteca.
Se incluye una entrevista con Maximina G., habitante de Cortegana, quien describe la estructura arquitectónica tradicional de las viviendas entre los años 1940 y 1950. Estas casas solían tener un diseño estándar con pasillos centrales, habitaciones a los lados, un salón y un patio. Algunas residencias presentan detalles singulares, como los arcos antiguos en la casa de Joaquín G., exalcalde, diseñados por un especialista en yeso entre los años 1940 y 1945.
Manola R., descendiente directa de la familia Gallardo, exhibe los arcos y conserva utensilios tradicionales en un museo etnográfico en su casa. Este museo muestra objetos antiguos y explica su uso, desde herramientas agrícolas hasta utensilios de cocina, ofreciendo una perspectiva sobre las prácticas y la vida cotidiana en Cortegana en tiempos pasados.